# Nahořany (okres Náchod)
Obec Nahořany (německy Nahorschan) se nachází v okrese Náchod, kraj Královéhradecký. Žije zde 615 obyvatel.

## Historie
První písemná zmínka o obci pochází z roku 1415.

## Pamětihodnosti
- Tvrz Nahořany
- Brána do vsi
- kostel Svaté rodiny

## Části obce
- Nahořany
- Dolsko
- Doubravice
- Lhota
- Městec